# Madelon Baans
Madelon Baans (Rotterdam, 8 ottobre 1977) è un'ex nuotatrice olandese.
Specializzata nella rana ha partecipato alle Olimpiadi di Sydney 2000 e di Atene 2004.

## Palmarès
- Europei

Madrid 2004: bronzo nella 4x100m misti.
- Europei in vasca corta

Sheffield 1998: bronzo nella 4x50m misti.
Anversa 2001: bronzo nella 4x50m misti.
Riesa 2002: bronzo nella 4x50m misti.